# 大阪府道10号・兵庫県道100号大阪池田線
大阪府道10号・兵庫県道100号大阪池田線（おおさかふどう10ごう・ひょうごけんどう100ごう おおさかいけだせん）は、大阪府大阪市西淀川区から同府池田市に至る主要地方道（大阪府道・兵庫県道）である。通称、大池（おおいけ）・空港線（大阪市内では、みてじま筋、淀川通とも）。
1932年（昭和7年）に開通した指定府道大阪池田線（産業道路）は現在とは異なる経路で阪急宝塚本線に並行し、開通当初から国道への昇格運動があり、戦後に指定県道神戸豊岡線の一部・指定府県道池田西脇線の一部と合わせて二級国道176号福知山大阪線へ昇格され、現在の一般国道176号本道である。
ここでは現在の主要地方道大阪池田線について記述する。
現在の大阪池田線は1956年（昭和31年）に大阪空港連絡道路として計画され、1959年（昭和34年）に一般府県道となり1963年（昭和38年）7月に開通した。
なお、並行する阪神高速11号池田線の法定名称は一般府県道高速大阪池田線（路線番号なし）である。

## 概要
大阪市西淀川区内の区間を除きほぼ全線阪神高速11号池田線に沿った路線で阪神高速道路の高架を挟んで上下独立した一方通行路の構造をとる。大阪市と北摂地域・名神高速道路・大阪国際空港・中国自動車道とを結ぶ重要路線である。豊中市内では、国道176号が併走するが、交通量は本路線が上回る。さらに東を並走する国道423号（新御堂筋）とともに災害発生時の緊急車両通行の指定路線となっている。
大阪市と豊中市の境界を流れる神崎川に架設されている大豊橋付近でわずかに兵庫県尼崎市にかかるため、兵庫県道としての番号も割り当てられている（管理者は大阪市と大阪府および兵庫県の協定により大阪府である）。
幅員は並走する国道176号（服部以北の丘陵地は2車線となる）より広く、車線も一部を除き片側2車線または3車線であるが、交差する各道路とは平面交差になっているところが多く、昼間は信号待ちによる渋滞がよく発生し、必ずしも走りやすい道とは言えない。とりわけ空港前、走井、上津島、加島、歌島橋の各交差点は渋滞が激しく、事故の危険も高い。
南行き車線の名神高速道路豊中IC跨道橋部分に高さ制限3.7mの区間があり、車両制限令規格内車両の一部に、通行不能なものがある。
なお、歩行者および自転車は、西淀川区内で神崎川に架かる橋と西島川に架かる橋を渡ることができない。そのため、中島の北端近くまで行って国道43号を通るか、一番近い道でも、住宅地を通って西島との橋を渡り、島の北端まで迂回する必要がある（直進方向は中山鋼業の敷地になるため）。

### 路線データ
- 起点：大阪府大阪市西淀川区中島
- 終点：大阪府池田市石橋阪大下交差点

## 歴史
- 1959年（昭和34年）
  - 11月9日 - 兵庫県が一般県道483号大阪池田線を認定。
  - 12月1日 - 大阪府が一般府道9号大阪池田線を認定。
- 1963年（昭和38年）7月16日 - 開通。同時に豊中インターチェンジが供用開始。
- 1964年（昭和39年）12月28日 - 建設省（現・国土交通省）が一般府県道大阪池田線を主要地方道に指定。
- 1965年（昭和40年）6月1日 - 大阪府が一般府道9号大阪池田線を主要地方道20号大阪池田線へ改称。
- 1966年（昭和41年）2月1日 - 兵庫県が一般県道483号大阪池田線を主要地方道41号大阪池田線へ改称。
- 1984年（昭和59年） - 大阪府側が府道10号となる。
- 1993年（平成5年）12月1日 - 兵庫県が整理番号を41号から100号に変更。
  - ※兵庫県道10号が1982年（昭和57年）12月1日から主要地方道和田山出石線（現・朝来出石線）で使われているため。
- 2019年（平成31年）4月1日 - 国道171号池田バイパスと並行する旧道区間が大阪府に移管され、そのうち石橋阪大下交差点 - 豊島南1丁目交差点の区間が当該道路に編入される。

## 路線状況

### 通称
- 淀川通（歌島橋交差点以南）
- みてじま筋（その他大阪市内）
- 略称：オオイケ
- 空港線（豊中市内）
  - 公式の愛称ではないが、沿道の店舗名[1]などに「空港線」の名が付けられていることがある。
- 旧イナイチ（国道171号旧道より編入された区間）

### 重複区間
- 大阪府道101号大和田千舟線（大阪市西淀川区大和田・大和田西交差点 - 大和田6丁目地先）

## 地理

### 通過する自治体
- 大阪府
  - 大阪市（西淀川区 - 淀川区）
- 兵庫県
  - 尼崎市
- 大阪府
  - 豊中市 - 池田市

### 交差する道路
大阪市西淀川区
- 阪神高速5号湾岸線 中島出入口
- 国道43号（第二阪神国道）（大和田西交差点）
- 大阪府道101号大和田千舟線（大和田西交差点・大和田6丁目地先 間）
- 阪神高速3号神戸線 大和田出入口
- 国道2号（大阪市西淀川区御幣島・歌島橋交差点）
- 阪神高速11号池田線 加島出入口

大阪市淀川区
- 大阪府道41号大阪伊丹線（加島交差点）

豊中市
- 大阪府道152号庄本牛立線（豊中市庄内宝町・庄本交差点）
- 名神高速道路 豊中IC
- 阪神高速11号池田線 豊中南出入口・豊中北出入口
- 大阪府道606号西宮豊中線（豊中市上津島・上津島交差点）
- 大阪府道145号豊中吹田線（豊中市利倉東・利倉東町交差点）
- 大阪府道99号伊丹豊中線（豊中市走井・走井交差点）
- 大阪府道11号大阪国際空港線（豊中市螢池南町・螢池南町3丁目交差点）

池田市
- 大阪府道11号大阪国際空港線（池田市空港・空港前交差点）
- 阪神高速11号池田線 池田出入口
- 大阪府道2号大阪中央環状線（池田インターチェンジ）
- 国道171号（新開橋交差点）
- 国道171号・国道176号（バイパス）（池田市豊島南・豊島南一交差点、豊島南一東交差点）
- 国道176号・国道423号・国道477号（池田市石橋・石橋阪大下交差点）

### 沿線
- 大阪国際空港
- 大阪市立西淀川図書館
- 御幣島駅（JR東西線） - 隣の加島駅付近にかけて地下を走行。

### バス
- 大阪シティバス（旧・大阪市営バス） - 西淀川区内に路線あり。
- 阪急バス - 大阪国際空港北側の空港一丁目付近から空港宝塚線と池田市内線が通る。かつては大阪市内から豊中市内にかけても路線があった（詳細は阪急バス豊中営業所#岡町加島線、阪急バス豊中営業所#千舟線を参照）。
- 伊丹市交通局 - 大阪国際空港〜伊丹市中心部方面の路線バスが豊中市の空港前交差点から走井交差点までの区間を通る。